# Noel Park
Noel Park è un quartiere situato nell'area di North London, nel borgo londinese di Haringey, circa 10 chilometri a nord-est di Charing Cross.
Il quartiere è uno dei più fulgidi esempi di edilizia pianificata al mondo, essendo stato infatti costruito dal nulla nel tardo Ottocento dalla Società degli Artigiani, dei Lavoratori e dell'Edilizia Pubblica. Fu concepito sulla base della tipica architettura edilizia inglese, ed esplose dopo essere stato raggiunto dalla metropolitana nel 1932. Pesantemente danneggiato dagli attacchi delle V2 naziste durante la guerra, fu di conseguenza largamente ricostruito nel dopoguerra.